# Kozłowszczyzna (gmina w województwie nowogródzkim)
Kozłowszczyzna – dawna gmina wiejska istniejąca do 1939 roku w woj. nowogródzkim (obecnie na Białorusi). Siedzibą gminy było miasteczko Kozłowszczyzna (467 mieszk. w 1921 roku).
W okresie międzywojennym gmina Kozłowszczyzna należała do powiatu słonimskiego w woj. nowogródzkim. 22 stycznia 1926 roku do gminy Kozłowszczyzna przyłączono część obszaru zniesionej gminy Pacowszczyzna. 1 kwietnia 1929 roku część obszaru gminy Kozłowszczyzna włączono do gmin Rohotna i Kuryłowicze.
Po wojnie obszar gminy Kozłowszczyzna wszedł w struktury administracyjne Związku Radzieckiego.